# لاسي جيبسون
لاسي جيبسون (بالإنجليزية: Lacy Gibson)‏ هو كاتب أغاني ومغني وعازف قيثارة أمريكي، ولد في 1 مايو 1936 في ساليسبري في الولايات المتحدة، وتوفي في 11 أبريل 2011 بسبب نوبة قلبية.

## وصلات خارجية
- لاسي جيبسون على موقع ميوزك برينز (الإنجليزية)
- لاسي جيبسون على موقع ديسكوغز (الإنجليزية)